# Éguzon-Chantôme
Éguzon-Chantôme is een gemeente in het Franse departement Indre (regio Centre-Val de Loire). De plaats maakt deel uit van het arrondissement La Châtre. Éguzon-Chantôme telde op 1 januari 2022 1.314 inwoners.

## Geografie
De oppervlakte van Éguzon-Chantôme bedroeg op 1 januari 2022 36,44 vierkante kilometer; de bevolkingsdichtheid was toen 36,1 inwoners per km².

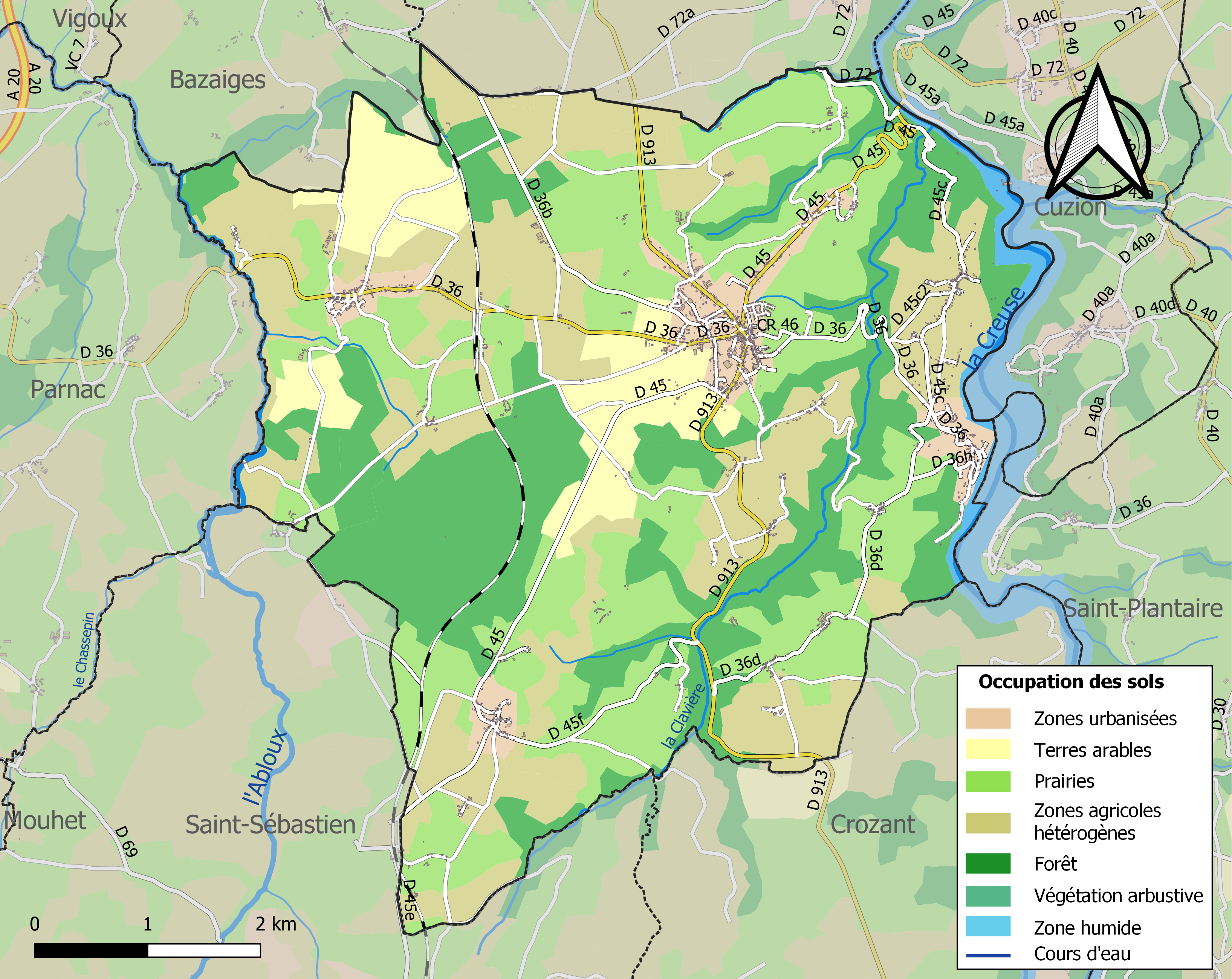
Kaart van de gemeente met belangrijkste infrastructuur, bodemgebruik en omliggende gemeenten

## Verkeer en vervoer
In de gemeente ligt spoorwegstation Éguzon.

## Demografie
Onderstaande figuur toont het verloop van het inwonertal (bron: INSEE-tellingen).